# VK 3601 (H)
VK 3601 (H) – prototyp niemieckiego czołgu ciężkiego, wyprodukowanego w 1942 roku przez firmę Henschel. 

## Historia
9 sierpnia 1938 roku firma Henschel uzyskała zezwolenie na dalsze prowadzenie badań nad nowymi czołgami, kontynuując projekt DW. Powstały dwa projekty – lżejszy VK 3001 (H) i cięższy VK 3601 (H). Kadłub nowych pojazdów przypominał czołg PzKpfw IV, jednak podwozie składało się z nakładających się na siebie kół. Projekt zakładał, że obydwa pojazdy będą posiadały jak najwięcej wspólnych części, co ułatwi ich serwisowanie. Na początku 1942 roku zbudowano jeden prototyp oraz 5 podwozi. Pojazd miał być wyposażony w działo 75 mm KwK 42 L/70, 88 mm KwK 36 L/56 (montowane w VK 4501 (P) wieży), 105 mm KwK L/28, jednak nigdy żaden prototyp nie otrzymał uzbrojenia. Ze względu na problemy z zaprojektowaniem wieży stożkowej, projekt został anulowany wraz z VK 3001 (H) w 1942 roku na rzecz projektu VK 4501 (H) – przyszłego czołgu PzKpfw VI Tiger. Wyprodukowane podwozia służyły jako pojazdy naprawcze i holowniki.